# Peenemünde
Peenemünde è un comune tedesco situato nella parte nord-orientale dell'isola tedesca di Usedom, nel land del Meclemburgo-Pomerania Anteriore.

## Geografia fisica
Si trova alla foce del fiume Peene, nella parte più orientale della costa tedesca sul Mar Baltico, ed appartiene al circondario rurale della Pomerania Anteriore Orientale.

## Storia

### Installazioni missilistiche

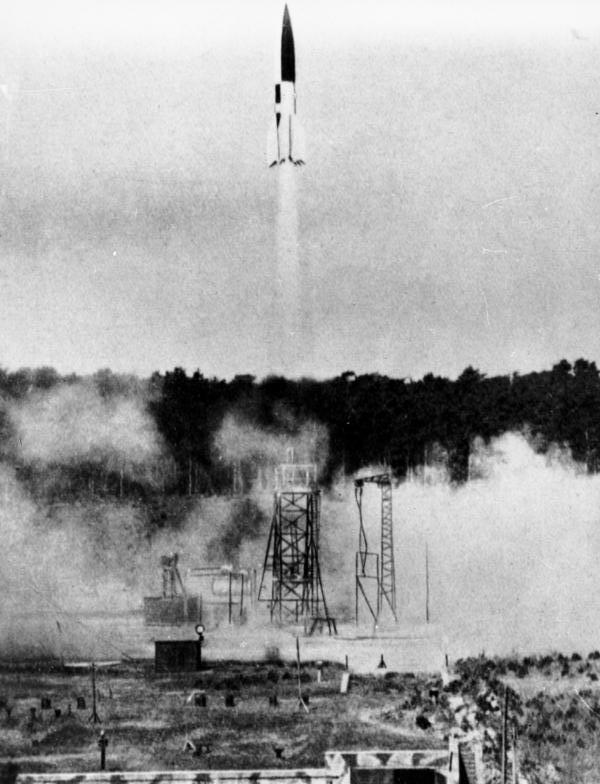
Lancio di una V2 il 21 giugno 1943.

Durante la seconda guerra mondiale, Peenemünde ospitava la Heeresversuchsanstalt, un grosso sito di sperimentazione e sviluppo missilistico, istituito nel 1937. Prima di tale data il gruppo guidato da Wernher von Braun e Walter Dornberger aveva operato a Kummersdorf, a sud di Berlino. Comunque, Kummersdorf si rivelò troppo piccola per gli esperimenti. Peenemünde, situata sulla costa, permetteva il lancio dei razzi e il successivo monitoraggio, attraverso oltre 300 chilometri di acque aperte.
Tra il 1937 e il 1945 i Peenemünders svilupparono molte basi della tecnologia missilistica e due armi, la V1 e la V2. I lanci di prova del primo V-1 avvennero all'inizio del 1942 e il primo V-2 (allora chiamato A-4) fu lanciato per la prima volta il 3 ottobre 1942, dalla Prüfstand VII. La Luftwaffe (aviazione militare) condusse gli esperimenti del V1 a Peenemünde-West, mentre l'Heer (esercito) condusse lo sviluppo del missile balistico V2.
In loco operavano Reparti nebbiogeni inviati dalla Repubblica sociale italiana.

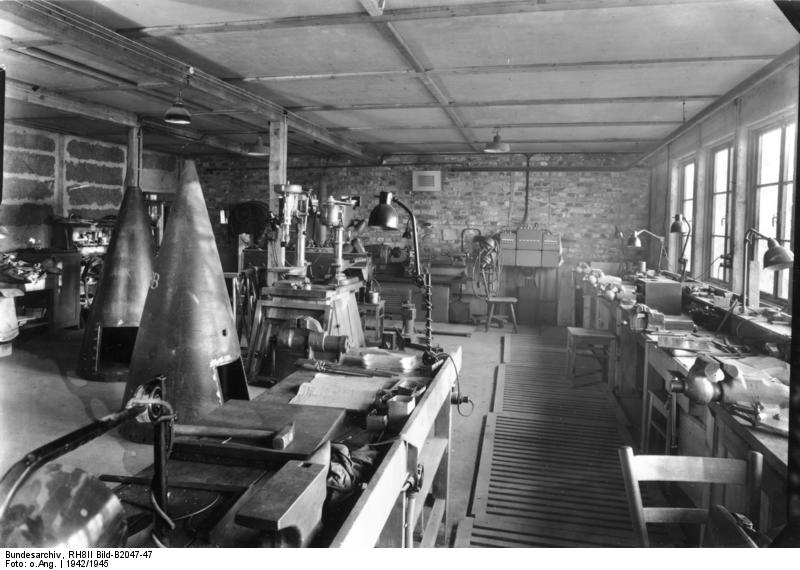
un interno della base

### Televisione
La base di Peenemünde sviluppò anche altre tecniche, come la prima televisione a circuito chiuso del mondo, installata alla rampa di lancio VII per seguire i lanci dei razzi.

### Bombardamenti
Nel corso della seconda guerra mondiale, il sito fu bersaglio di alcune pesanti incursioni aeree, tra cui un attacco da parte di quasi 500 bombardieri pesanti della RAF nella notte tra il 17 e il 18 agosto 1943 ("Operazione Hydra"). Questa incursione uccise all'incirca 700 persone, tra cui Walter Thiel, capo dello sviluppo dei motori. Questa incursione spinse a spostare la produzione dei razzi V sottoterra.
Nonostante le incursioni, molte installazioni di Peenemünde rimasero intatte alla fine della II guerra mondiale, poiché gran parte delle bombe furono sganciate sulle aree abitative e sui campi dei lavoratori stranieri.

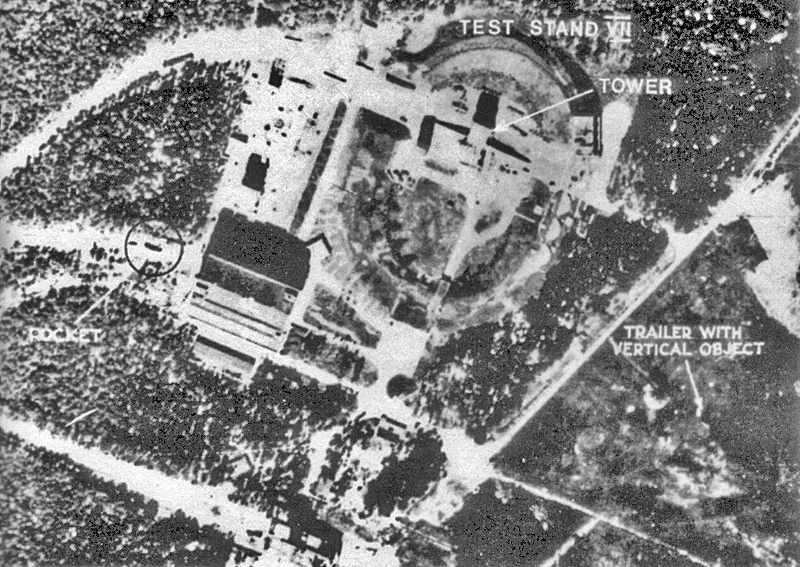
Foto di una ricognizione della RAF del Prüfstand VII di Peenemünde

Esistono molte controversie su come gli Alleati scoprirono l'esistenza di Peenemünde. La versione ufficiale britannica dichiara che tutte le informazioni vennero raccolte grazie alle ricognizioni aeree. Comunque, testimonianze e documenti sostengono che l'intelligence dell'esercito clandestino polacco (Armia Krajowa o AK) e le informazioni provenienti da altre fonti (tra cui un pilota danese che fotografò qualcosa che somigliava ad un razzo V) svelarono Peenemünde. L'intelligence britannica negò per anni di aver ricevuto alcuna informazione su Peenemünde dalla Polonia. Ad ogni modo copie dei rapporti emersero in Polonia dopo la guerra. R. V. Jones si contraddisse: prima negò il fatto, successivamente nel suo libro The Wizard War scrisse che molte bombe caddero sui campi dei lavoratori stranieri che davano informazioni agli alleati; non disse che questi lavoratori polacchi appartenevano all'AK. Negli ultimi anni i politici e gli storici polacchi hanno richiesto di accedere agli archivi britannici (poiché il Regno Unito detiene molti, se non tutti, dei rapporti dell'AK). Attualmente le autorità britanniche hanno risposto che tutti i rapporti dell'AK sono stati distrutti.
Oltre Peenemünde, altri siti in Germania hanno visto test missilistici degni di nota. Alcuni si svolsero tra il 1957 e il 1964 a Cuxhaven e tra il 1988 e il 1992 a Zingst.

### Peenemünde dopo la seconda guerra mondiale
Alla fine della II guerra mondiale von Braun e gran parte degli scienziati scapparono ad ovest per assicurarsi di venire catturati dagli statunitensi. Sovietici e britannici catturarono il sito e gran parte dei suoi tecnici, che temevano il processo per crimini di guerra a causa degli attacchi dei V-2 su Londra.
In base ad un accordo, l'Armata Rossa distrusse il sito con degli esplosivi. Gran parte della distruzione delle installazioni di Peenemünde si svolse tra il 1948 e il 1961. Solo la centrale elettrica, in quello che oggi è diventato un museo, l'aeroporto e il collegamento ferroviario a Zinnowitz rimasero operativi. L'impianto per la produzione dell'ossigeno liquido giace in rovine all'ingresso di Peenemünde. Molto poco rimane degli altri edifici.

## Fiction
- Nel mondo fittizio creato da Harry Turtledove nel suo Ciclo della colonizzazione, Peenemünde sopravvive alla II guerra mondiale e diventa un importante centro spaziale come Cape Canaveral e Bajkonur.
- Nel fumetto Ministry of Space di Warren Ellis, Peenemünde viene catturata dai britannici, che usano gli scienziati catturati per dar vita al programma spaziale britannico.
- Nel film del 1992 Vite sospese (Shining Through), di David Seltzer, è grazie a una spia americana inviata a Berlino che si apprendono informazioni su Peenemünde. Questo scatena i conseguenti bombardamenti alleati sulla base.
- Thomas Pynchon dedica diversi capitoli al sito missilistico di Peenemünde ed in generale alla ideazione dei missili V nel suo romanzo L'arcobaleno della gravità.
- Nel film del 1965 Operazione Crossbow (Operation Crossbow) diretto da Michael Anderson, si riprendono le gesta delle truppe anglo-americane durante la II guerra mondiale contro tutte le fasi di sviluppo, fabbricazione e trasporto presso i loro siti delle Vergeltungswaffen". L'intelligence britannica deve selezionare tre tecnici volontari, dotati di un ottimo tedesco ed esperti di fisica balistica, da infiltrare nella fabbrica e Phil Bradley, John Curtis e Robert Henshaw sono i prescelti. Robert viene identificato e fucilato prima che possa infiltrarsi, mentre gli altri due riescono a farsi assumere e, grazie al sacrificio delle loro vite, riusciranno a pilotare il bombardamento della pericolosa fabbrica che andrà completamente distrutta.

## Galleria fotografica (1942-1945)

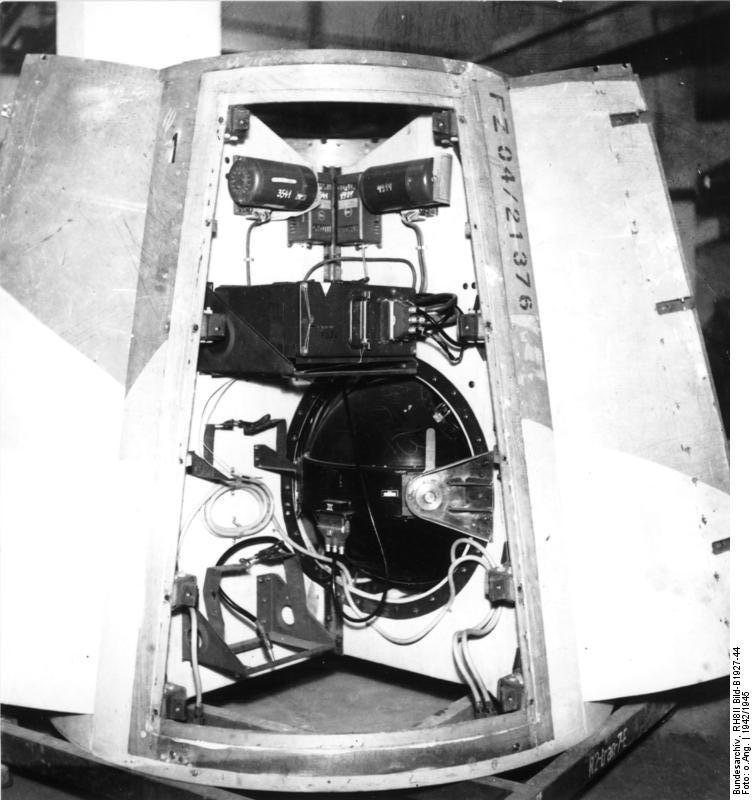
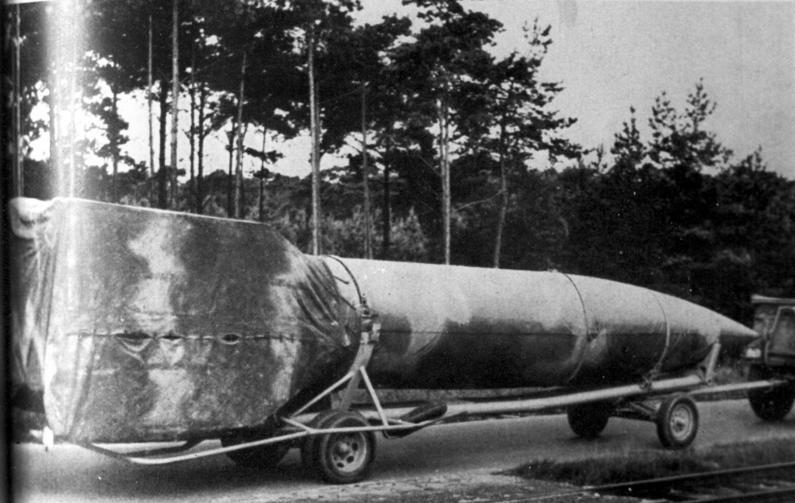
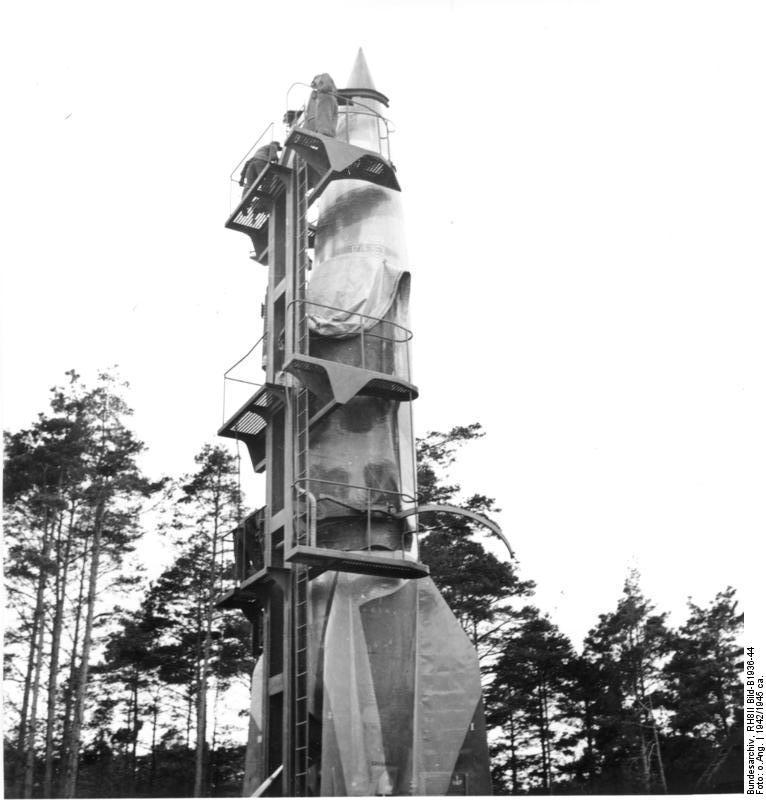
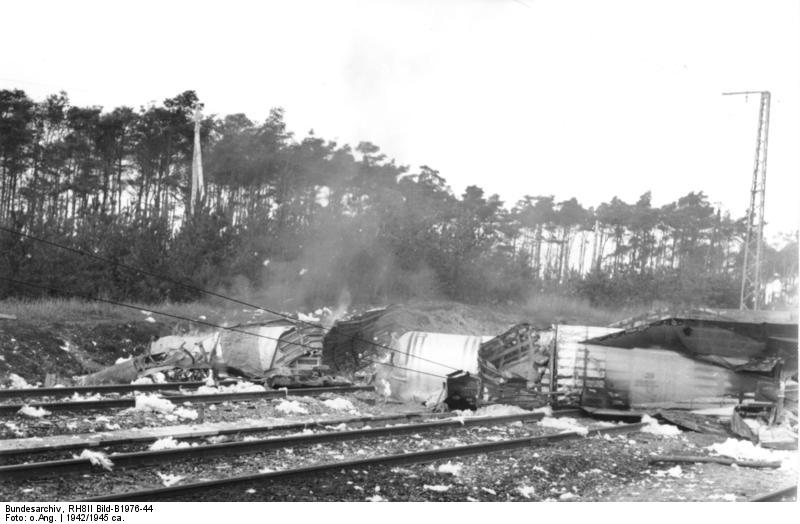
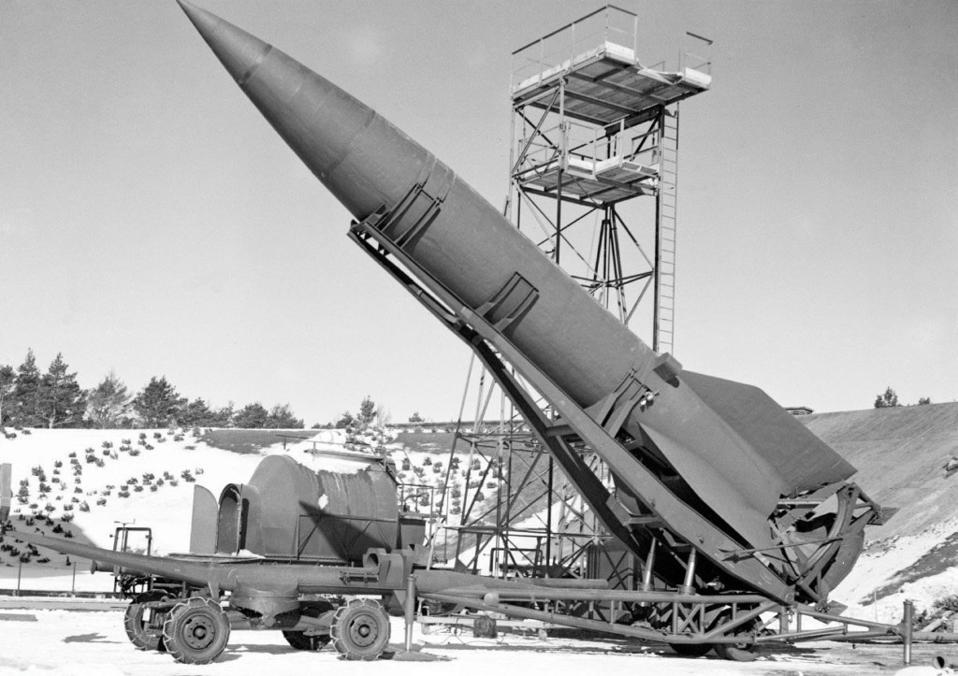
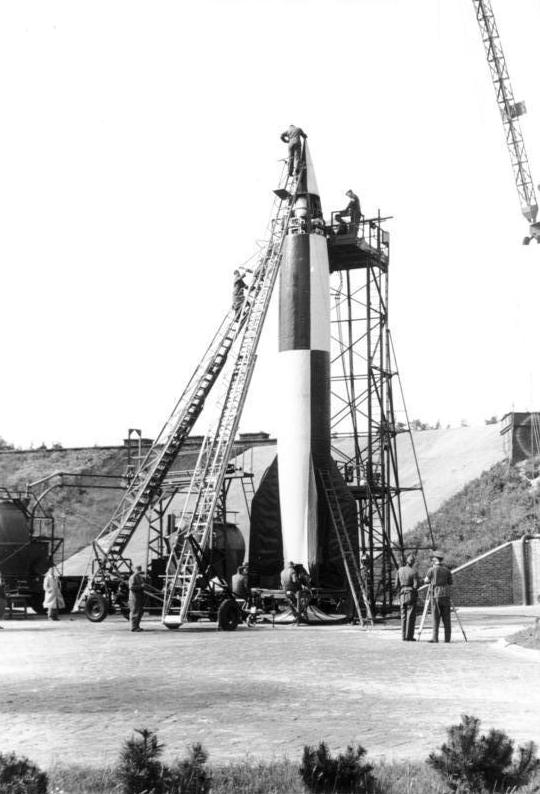
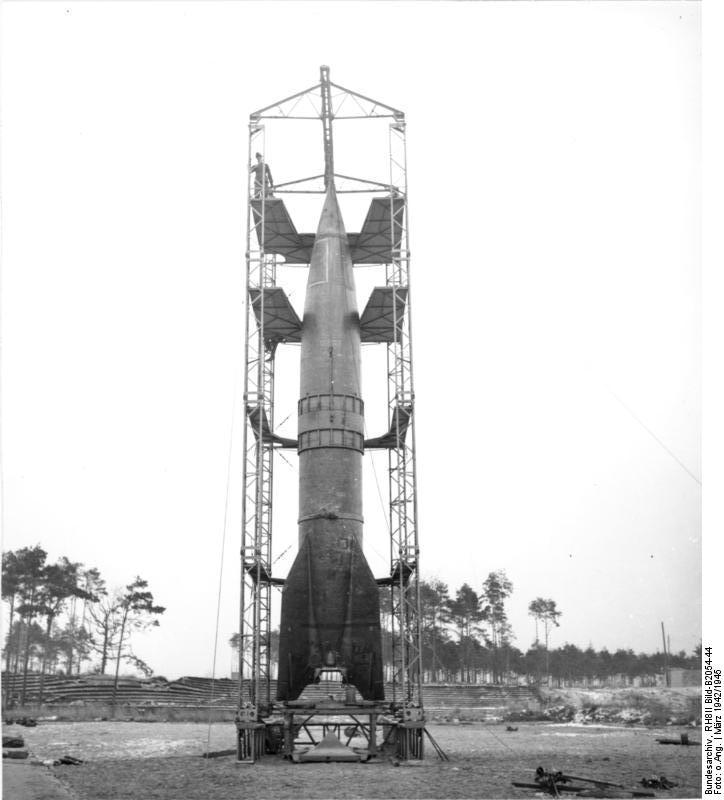
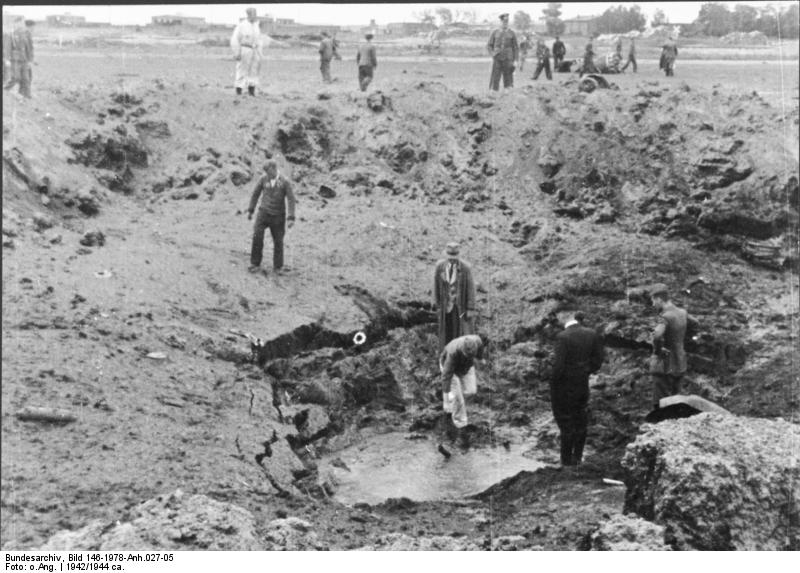